# Coupe d'Europe des vainqueurs de coupe féminine de handball 2006-2007
Navigation
Coupe des coupes 2005-2006 Coupe des coupes 2007-2008
La Coupe d'Europe des vainqueurs de coupe de handball féminin 2006-2007 est la 31e édition de la Coupe d'Europe des vainqueurs de coupe de handball féminin, compétition de handball créée en 1976 et organisée par l'EHF.

## Formule
La Coupe des Vainqueurs de Coupe est également appelée C2. Elle regroupe, au 2e tour, 32 équipes. Il est d’usage que les vainqueurs des coupes nationales respectives y participent.

L’arrivée régulière des clubs éliminés de la Ligue des Champions a considérablement relevé le niveau de cette Coupe d’Europe. L’ensemble des rencontres se dispute en matches aller-retour, y compris la finale. 

## Quatrième tour
| Date Aller   | Club                   | Aller   | Total   | Retour  | Club                           | Date Retour  |
| ------------ | ---------------------- | ------- | ------- | ------- | ------------------------------ | ------------ |
| 17 mars 2007 | Akaba Bera Bera        | 29 - 24 | 50 - 53 | 21 - 29 | Astrakhanochka Astrakhan       | 24 mars 2007 |
| 23 mars 2007 | 1. FC Nürnberg         | 27 - 29 | 53 - 60 | 26 - 31 | C.S. Oltchim RM Valcea         | 24 mars 2007 |
| 17 mars 2007 | Le Havre AC Handball   | 26 - 27 | 49 - 53 | 23 - 26 | GOG Svendborg TGI Gudme        | 25 mars 2007 |
| 17 mars 2007 | Gjerpen Handball Skien | 31 - 25 | 60 - 53 | 29 - 28 | ŽRK Tvin Trgocentar Virovitica | 24 mars 2007 |

## Quarts de finale
| Date Aller   | Club                       | Aller   | Total   | Retour  | Club                     | Date Retour  |
| ------------ | -------------------------- | ------- | ------- | ------- | ------------------------ | ------------ |
| 17 mars 2007 | Podravka Vegeta Koprivnica | 32 - 27 | 53 - 61 | 21 - 34 | C.S. Oltchim RM Valcea   | 24 mars 2007 |
| 23 mars 2007 | Byåsen HB Elite Trondheim  | 30 - 28 | 65 - 47 | 35 - 19 | Astrakhanochka Astrakhan | 24 mars 2007 |
| 17 mars 2007 | Cem. la Union-Ribarroja    | 30 - 21 | 55 - 49 | 25 - 28 | Gjerpen Handball Skien   | 25 mars 2007 |
| 17 mars 2007 | GOG Svendborg TGI Gudme    | 29 - 29 | 48 - 57 | 19 - 28 | FTC Budapest             | 24 mars 2007 |

## Demi-finales
| Date Aller    | Club                      | Aller | Total | Retour | Club                    | Date Retour   |
| ------------- | ------------------------- | ----- | ----- | ------ | ----------------------- | ------------- |
| 15 avril 2007 | Byåsen HB Elite Trondheim | 29-29 | 59-59 | 30-30  | Cem. la Union-Ribarroja | 21 avril 2007 |
| 14 avril 2007 | C.S. Oltchim RM Valcea    | 36-23 | 64-50 | 28-27  | FTC Budapest            | 22 avril 2007 |

## Finale
| Date Aller  | Club                      | Aller | Total | Retour | Club                   | Date Retour |
| ----------- | ------------------------- | ----- | ----- | ------ | ---------------------- | ----------- |
| 12 mai 2007 | Byåsen HB Elite Trondheim | 24-30 | 53-59 | 29-29  | C.S. Oltchim RM Valcea | 20 mai 2007 |

## Les championnes d'Europe
| Championne d'Europe EHF des vainqueurs de coupe 2007 C.S. Oltchim RM Valcea 1er titre |